# Partido Pirata (Islandia)
El Partido Pirata es un partido político de Islandia. La plataforma del partido está basada en la política pirata y la democracia directa.

## Historia
El partido fue cofundado el 24 de noviembre de 2012 por Birgitta Jónsdóttir y varios prominentes activistas de Internet, incluyendo a Smári McCarthy. El partido logró exitosamente registrar la letra Þ para sus listas con tal de participar en las elecciones parlamentarias de 2013. Aquella fue su primera participación electoral.
En las elecciones de 2013, el Partido Pirata obtuvo el 5,1% de los votos, justo por sobre el umbral de 5% requerido para obtener escaños en el Alþingi, logrando tres puestos. Los miembros elegidos, Birgitta Jónsdóttir, Helgi Hrafn Gunnarsson y Jón Þór Ólafsson, fueron los primeros piratas en el mundo en ser elegidos para una legislatura nacional.
En abril de 2016 el partido apoyó las protestas contra el primer ministro, involucrado en el escándalo Panama Papers, y en dicho mes el apoyo al Partido Pirata alcanzó un récord de 43%. Durante meses encabezó las encuestas electorales. Finalmente en las elecciones parlamentarias celebradas el 30 de octubre de 2016 obtuvo el 14,5 % de los votos y 10 escaños, ocupando el tercer lugar por detrás del Partido de la Independencia y del Movimiento de Izquierda Verde.
En octubre de 2017 se celebraron elecciones parlamentarias anticipadas y  el Partido Pirata cayó del 14,5 % al 9,2 % pasando de 10 a 6 diputados.
El Partido Pirata tiene entre sus objetivos lograr la aprobación de la primera constitución del mundo redactada de forma colaborativa tras una convocatoria abierta. Su plataforma principal llama a la democracia directa, la libertad de expresión, los derechos civiles, la neutralidad de la red y la transparencia.

## Resultados electorales

### Elecciones generales
| Año  | # de votos  | % de votos | Escaños | +/-         | Estado             |
| ---- | ----------- | ---------- | ------- | ----------- | ------------------ |
| 2013 | 9 647 (#6)  | 5,1 %      | 3/63    |             | Oposición          |
| 2016 | 27 449 (#3) | 14,5 %     | 10/63   | 7           | Oposición          |
| 2017 | 18 051 (#6) | 9,2 %      | 6/63    | 4           | Oposición          |
| 2021 | 17 233 (#6) | 8,6 %      | 6/63    | Sin cambios | Oposición          |
| 2024 | 6 411 (#8)  | 3,0 %      | 0/63    | 6           | Extraparlamentario |

### Elecciones municipales

#### Reikiavik
| Año                  | # de votos | % de votos | Escaños | Observaciones |
| -------------------- | ---------- | ---------- | ------- | ------------- |
| 2014[cita requerida] | 3 238      | 5,93 %     | 1/15    | 6 puesto      |

#### Hafnarfjörður
| Año                  | # de votos | % de votos | Escaños | Observaciones |
| -------------------- | ---------- | ---------- | ------- | ------------- |
| 2014[cita requerida] | 754        | 6,7 %      | 0/11    |               |